# Clivia (Apfel)

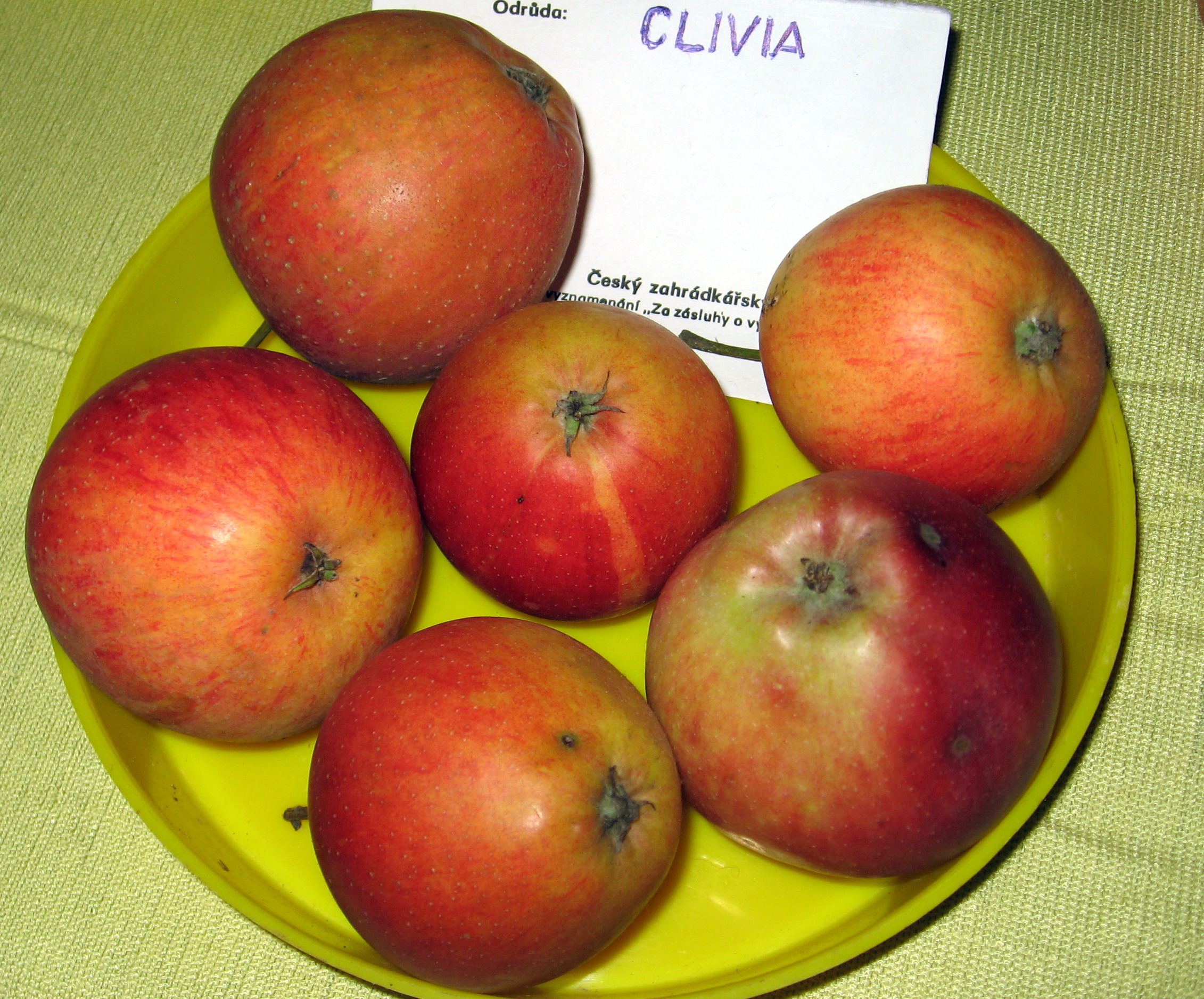
Clivia (2008)

Clivia ist eine Sorte des Apfels (Malus domestica), die eine Kreuzung aus 'Cox Orangenrenette' und 'Geheimrat Dr. Oldenburg' darstellt. Sie wurde am Institut für Acker- und Pflanzenbau in Müncheberg gezogen.

## Beschreibung
Der schwachwüchsige Baum bildet schräg aufrechte Leitäste mit wenig Verzweigungen und vielen Kurztrieben aus. Die kleine rundliche Krone muss mit starken jährlichen Schnitten zur Triebneubildung angeregt werden, sonst vergreist sie. Die Sorte ist gering anfällig gegen Schorf und gut widerstandsfähig gegenüber Mehltau. 
Die Blütezeit ist mittellang. Die Blüten entwickeln sich endständig an Kurztrieben oder seitlich an ein- und zweijährigem Langtrieben.
Die kleine bis mittelgroße Frucht wird 64 mm breit und 56 mm hoch und erreicht ein Gewicht von 100 Gramm. Die glatte, fettig bis schmierige, mitteldicke und mürbe Schale ist grünlichgelb gefärbt und gelblichrot bis rotbraun gestreift. Das gelblich weiße Fruchtfleisch ist fest, feinzellig, saftig, süßlich säuerlich und edelaromatisch. Die Pflückreife ist ab Mitte Oktober, Genussreife von Dezember bis April. Der Apfel ist gut lagerfähig, aber auch für den Frischverzehr geeignet.